# Stelis leinigii
Stelis leinigii är en orkidéart som beskrevs av Guido Frederico João Pabst. Stelis leinigii ingår i släktet Stelis och familjen orkidéer. Inga underarter finns listade i Catalogue of Life.